# Raffaele Di Paco
Raffaele Di Paco (* 7. Juni 1908 in Fauglia; † 21. Mai 1996 ebenda) war ein italienischer Radrennfahrer. Er galt als bester italienischer Sprinter seiner Zeit.
Raffaele Di Paco war Profi von 1928 bis 1944. Bei der Lombardei-Rundfahrt 1929 belegte er Platz drei. Fünfmal startete er bei der Tour de France und war elfmal Etappensieger. 1931 gewann er vier Etappen, trug vier Tage lang das Gelbe Trikot – einen Tag lang gleichzeitig mit Charles Pélissier – und wurde 17. der Gesamtwertung. Im Jahr darauf siegte er erneut bei vier Etappen und belegte in der Endabrechnung Platz 33. 1933 sowie 1934 gab er vorzeitig auf und 1935 ebenfalls, nachdem er jedoch zuvor zwei Etappen gewonnen hatte. Bei seinen jährlichen Starts zwischen 1930 und 1938 beim Giro d’Italia entschied er insgesamt 15 Etappen für sich, davon vier Etappen im Jahre 1935 sowie vier Etappen und eine Halbetappe 1936. Ebenfalls 1936 siegte er im Rennen Milano–Mantova. 
1940 befand sich Di Paco anlässlich des dortigen Sechstagerennens in Buenos Aires, das er gemeinsam mit dem Kölner Gottfried Hürtgen gewann. Nach Ausbruch des Zweiten Weltkriegs konnte er, so wie einige andere europäische Rennfahrer, nicht nach Europa zurückkehren. Di Paco blieb in Argentinien und fuhr dort Bahn- und Straßenrennen. 1944 gewann er mit Frans Slaats das dortige Sechstagerennen ein zweites Mal, 1939, 1943 und 1945 wurde er Zweiter.
Nach Kriegsende ging Raffaele Di Paco nach Paris, heiratete eine Französin italienischer Herkunft und gründete gemeinsam mit seiner Schwiegermutter eine Möbelfabrik. Später zog er zurück in seinen Heimatort Fauglia in der Toskana. Bis ins hohe Alter betrieb er Radsport; als er 65 Jahre alt war, nahm er an einem Rennen für ehemalige Radsportstars in Lyon teil, stürzte und brach sich die Hüfte.
Paco war ein echter Star, dem „Flair und Fantasie“ nachgesagt wurde. Er war dem guten Leben, eleganter Kleidung, schönen Frauen, Rauchen und Alkohol nicht abgeneigt. Zitiert wird er mit dem Ausspruch: „Chi vuole arrivare secondo, si metta alla mia ruota.“ (dt.= „Wer als Zweiter ankommen will, muss sich auf mein Rad setzen.“)
Seit 2011 wird in Fauglia die Trofeo Sportivi Faugliesi – Memorial Raffaele Di Paco ausgetragen. In Acciaiolo, einem Ortsteil von Fauglia, ist eine Piazza nach ihm benannt.

## Trivia
Nach zeitgenössischen Berichten war Di Paco der erste Fahrer, für den die Tifosi seinen Namen mit Farbe auf die Rennstrecke schrieben.